# Pico Meirinho
O Pico Meirinho é uma elevação portuguesa localizada no interior da ilha de São Miguel, arquipélago dos Açores. 
Este acidente geológico tem o seu ponto mais elevado a 659 metros de altitude acima do nível do mar e tem na sua proximidade o Pico de El-Rei e a Lagoa de São Brás. Junto ao seu sopé corre a Ribeira da Cafua que drena parte dos seus contrafortes.